# Juliaca satelles
Juliaca satelles är en insektsart som beskrevs av Fowler 1900. Juliaca satelles ingår i släktet Juliaca och familjen dvärgstritar. Inga underarter finns listade i Catalogue of Life.